# Praia de Caminha
A Praia de Caminha, também conhecida como Praia da Foz do Minho e Praia do Camarido, tem seu nome devido à antiga abundância de camarinheiras. É protegida por um cordão dunar, que também a separa da Mata Nacional do Camarido.
A praia tem um pequeno sector fluvial (no rio Minho) e outro oceânico. Este último é constituído por um crescente de dois quilómetros de areia fina, acabando a sul na Ponta Ruiva, uma ponta arenosa onde começa a Praia de Moledo.
Boas vistas para o Monte de Santa Tecla (Galiza), o estuário do Minho, e a ilha e forte da Ínsua (em frente à Ponta Ruiva, em território português).
Tem bons acessos, por estrada alcatroada, restaurantes, e um parque de campismo. Possibilidade de passeios de barco no amplo estuário do Minho, ou à Ilha da Ínsua.